# 海珠石

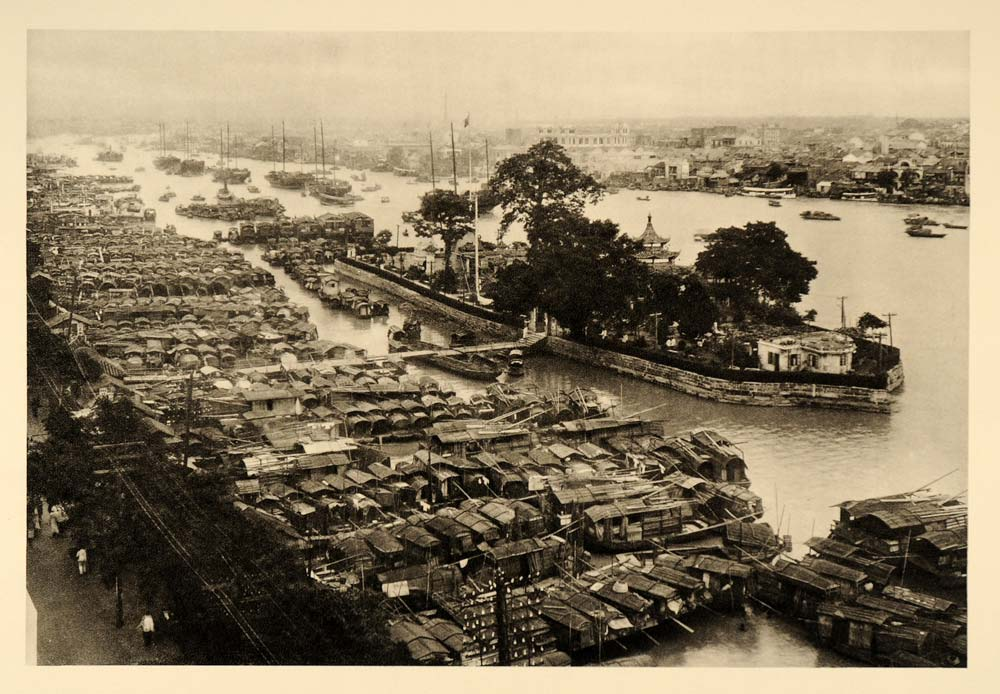
由長堤大馬路看海珠公園，跟陸地相連的是一座浮橋。

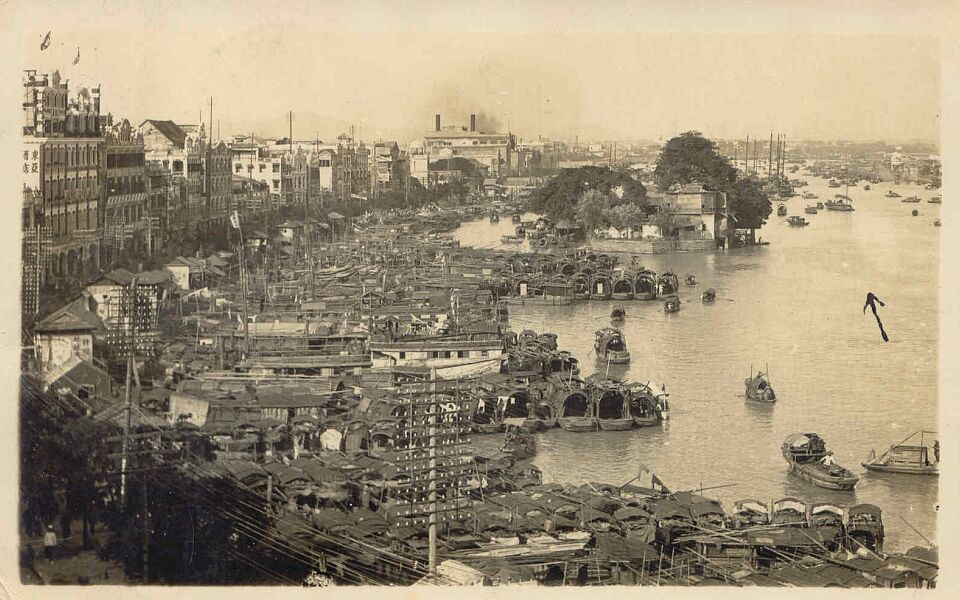
1930年的長堤大馬路（西向東方向），圖中箭嘴所指為海珠公園（海珠石）。

海珠石，又名海珠岛、走珠石和海珠洲，是古时广州珠江中的一块巨型的白垩纪礁石，由红色砂砾岩构成，长约100米，宽50米，因长期被江水冲刷而浑圆如珠，随潮汐变化浮沉海上（广州人称较宽的江河为海）而得名，与浮丘石、海印石并称为羊城三石。遗址在今新堤一横路、二横路一带。現今附近的海珠桥、海珠广场、海珠路等地標均由此命名。

## 歷史
海珠石自古为珠江主航道的航标之一，五代时期，南汉国主崇奉佛教，在海珠石上兴建慈度寺（又名海珠寺），是当时兴王府二十八寺之一。北宋大文豪苏东坡曾登上海珠石游览，留下《游海珠寺》一诗。南宋名宦李昴英少时曾在慈度寺旁编茅屋读书，称“得月阁”，后考中探花，官至吏部侍郎，衣锦还乡时捐资重建慈度寺，在其原读书处筑“得月台”，另修“丹露台”，登台东望有“向阳台”，西望有“凭虚亭”，遂成名胜。其逝世后，后人在寺旁修建“李忠简公祠”（文溪祠）和“探花台”以作纪念。
明朝万历年后，珠江北岸、海珠岛一带在每年夏、冬两季均举行定期的市集贸易（俗称“定期市”），每次数天或数个星期不等。
清顺治三年（1646年），清军攻占广州城，广东总督佟养甲为加强广州城防，在海珠岛上修筑炮台，设置炮位二十位，第二次鸦片战争时，炮台曾被英军摧毁，直至光绪十四年（1888年）两广总督张之洞下令修复。1905年，清政府在广州设立水警，海珠岛为“水巡总局”所在地，1912年改组为警察第十二区署。1917年，北洋政府海军舰队随孙中山南下广州“护法”，在海珠岛设海军办事处。其后，程潜的建国攻鄂军司令部设在岛上。为纪念当时被刺身亡的护法军政府海军总司令程璧光，广州军政府外交次长伍朝枢在法国订造程璧光铜像竖立于岛东端，并于1921年2月26日举行揭幕典礼。
1925年9月，在孙中山“花园都市”的设想下，广州首任市长孙科规划了覆盖全城的公园体系，包括在海珠石上兴建广州第三公园。1925年10月，经多方交涉，占据该岛的建国攻鄂军总司令部及其教导团的部队全部迁出海珠岛。广州市政当局接收海珠岛后，由广州工务局技士黄森光负责规划和平面设计，拆除原有大部分建筑，在岛四周筑石堤，西头的堤岸被筑成尖鱼嘴状，以分流江水、减轻冲击，并将海珠码头划归公园统一管辖。市政当局采纳了市民蔡桂荣的意见，将广州第三公园定名为“海珠公园”，由书法家谭延闿题名。
1926年7月4日，海珠公园举行开放典礼，公园面积约为4000平方米，平面布局参照西方庭园设计风格，呈东西轴线对称形状，建筑中西交融，北岸为大门牌坊，南岸临水处架有一座中式歇山顶玻璃屋风格的观景平台，公园自东向西分别为程璧光铜像、铜壶滴漏亭、李忠简公读书处、八角音乐亭、喷水池等景观。其中，原“探花台”被拆除改建成一座重檐庑殿顶的半边亭“铜壶滴漏亭”，用于放置原置广州拱北楼上的铜壶滴漏。“李忠简公读书处”则由“李忠简公祠”重建而成，因考虑到公园活动空间较小，经广州工务局协商，李氏族人同意自行拆除旧祠堂，在原址上新建一座牌坊与一处小型圆亭，牌坊为三间四柱式样，题有纪念李昴英的“岭表名贤”横额，圆亭造型则仿照北京天坛皇穹宇样式，亭内摆放有李忠简公塑像。八角音乐亭又名“南亭”，为三重檐八角攒尖顶建筑，因常有军乐队来此表演而得名。亭旁还建有一西式喷水池，池中央立有西式人物雕塑。喷水池以西是公共厕所，与喷水池之间设有西式柱廊花架相连。海珠公园开放后，成为城中热门的游览地点。仅开放首月，游客达10万余人。1927年7月，修筑连接岸边与海珠岛的竹木浮桥，方便游客游览。1928年，广州工务局改竹木桥为铁桥。
民国二十年（1931年），长堤一带商业繁荣，当局扩筑新堤，将海珠石与珠江北岸之间约30米宽的水道填平成为新地。海珠石被埋入地下，原海珠公园景观被拆除，建成新堤大马路（今沿江西路），程璧光铜像被迁往永安堂东门前安放，后于1960年代被毁。铜壶滴漏则被移置到永汉公园（今南越王宫博物馆所在地），后被中国国家博物馆收藏。公园剩余绿地则作为“海珠花园”，成为各种花卉展览和书画展览的举办地。1980年代曾建有带音乐茶座的“海珠花园酒家”。1990年代，因兴建地铁的需要，“海珠花园”被彻底拆除。

2000年1月，市政部门在沿江西路与新堤一横路交界口附近进行濠涌排污工程施工，意外发现深埋地下近七十载的海珠石。市政府曾规划将显露部分（30至60米）保护起来，在海珠石的遗址上面用透明钢化玻璃铺砌观光道，但并未实现，最终将位于沿江西路与新堤二横路交会处显露出的海珠石一部分予以保护，由叶选平题名“海珠石”，并在旁树立雕塑家潘鹤创作的“海珠石印章”雕塑。雕像边长2.7米，高6米，四面刻有《珠石恋故》、《波斯起航》、《海珠石韵》、《千年商埠》浮雕，于2016年1月14日正式揭幕。

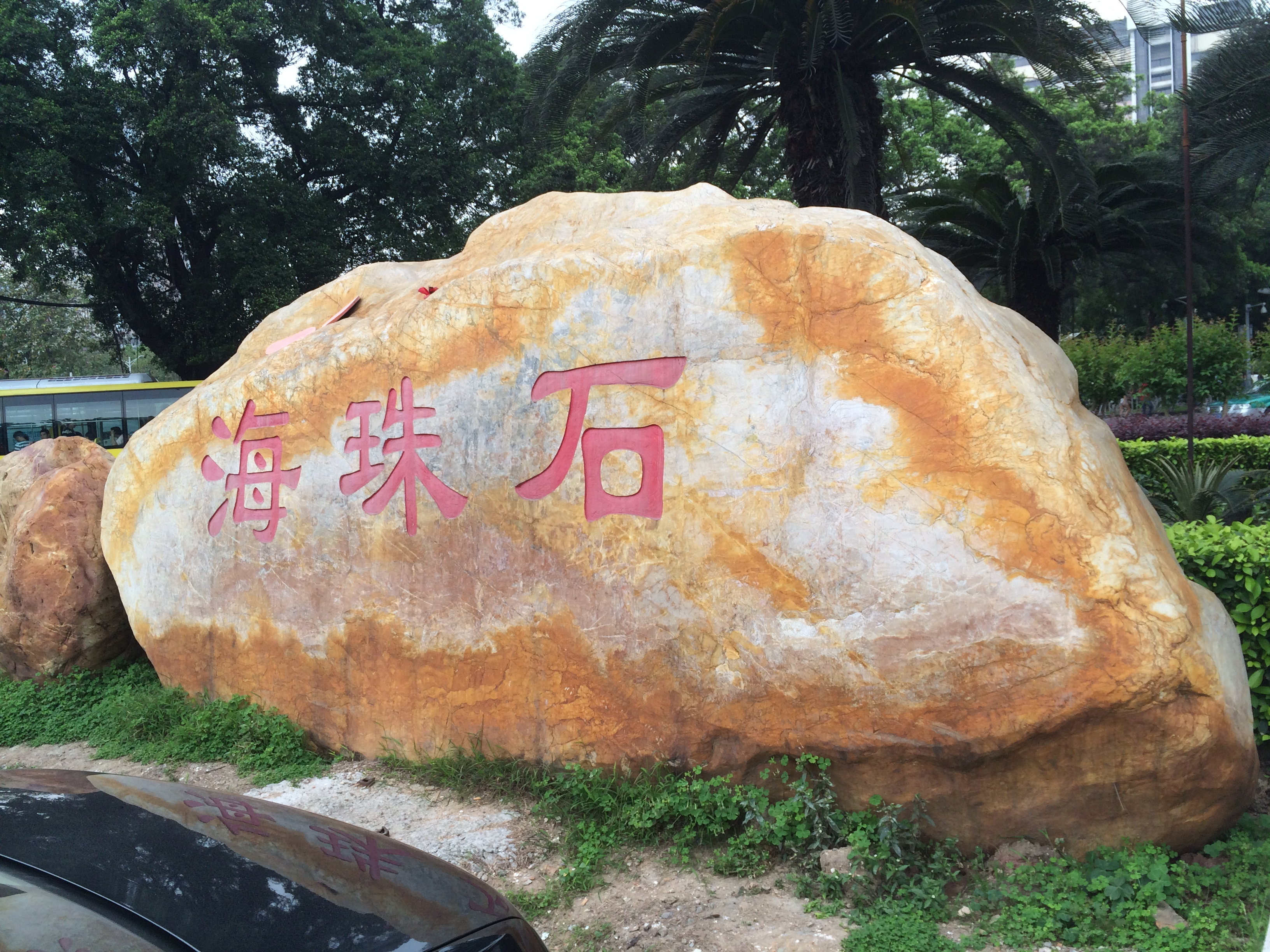
海珠石的紀念

## 纪念
2011年，国际小行星中心发布第75550号公报，宣布第273836号小行星命名为“海珠石（Hoijyusek）”，由其发现者、广州天文爱好者叶泉志命名。

## 外部連結
- 沉没了的海珠石 - 《羊城晚報》
- 从老照片和明信片看－已湮灭的海珠石（海珠公园）[永久]